# Liste der Einträge im National Register of Historic Places im Columbia County (Washington)
Diese Liste der Einträge im National Register of Historic Places im Columbia County (Washington) enthält alle im Columbia County, Washington in das National Register of Historic Places eingetragenen Gebäude, Bauwerke, Objekte, Stätten oder historischen Distrikte.
Diese Liste entspricht dem Bearbeitungsstand des National Park Service/National Register of Historic Places vom 16. August 2024.

## Legende
| NRHP | Historic Place             |
| HD   | National Historic District |

## Aktuelle Einträge
| [ 2 ] | Name                                                 | Bild                                | Eintragsdatum                            | Lage | Ort      | Beschreibung |
| ----- | ---------------------------------------------------- | ----------------------------------- | ---------------------------------------- | --- | -------- | ------------ |
| 1     | Bank of Starbuck                                     | Bank of Starbuck                    | 8. Feb. 1978 ID-Nr. 78002739             | Main und McNeil Sts. 46° 31′ 11″ N, 118° 7′ 35″ W                                                       | Starbuck |              |
| 2     | A. H. Bishop House                                   | A. H. Bishop House                  | 13. Aug. 1986 ID-Nr. 86001516            | 622 E. Richmond 46° 19′ 33″ N, 117° 58′ 31″ W                                                           | Dayton   |              |
| 3     | John Brining House                                   | weitere Bilder                      | 13. Aug. 1986 ID-Nr. 86001517            | 410 N. First 46° 19′ 23″ N, 117° 58′ 54″ W                                                              | Dayton   |              |
| 4     | Columbia County Courthouse                           | weitere Bilder                      | 10. Feb. 1975 ID-Nr. 75001845            | 341 E. Main 46° 19′ 17″ N, 117° 58′ 40″ W                                                               | Dayton   |              |
| 5     | Dexter House No. 1                                   | Dexter House No. 1                  | 13. Aug. 1986 ID-Nr. 86001519            | 515 S. Fourth 46° 19′ 6″ N, 117° 58′ 18″ W                                                              | Dayton   |              |
| 6     | Dexter House No. 2                                   | Dexter House No. 2                  | 13. Aug. 1986 ID-Nr. 86001520            | 507 N. Third 46° 19′ 28″ N, 117° 58′ 47″ W                                                              | Dayton   |              |
| 7     | Downtown Dayton Historic District                    | Downtown Dayton Historic District   | 31. Mai 1999 ID-Nr. 99000567             | zwischen der Main St. und der Third St. 46° 19′ 15″ N, 117° 58′ 41″ W                                   | Dayton   |              |
| 8     | Frank Flintner House                                 | weitere Bilder                      | 13. Aug. 1986 ID-Nr. 86001522            | 214 S. Sixth 46° 19′ 15″ N, 117° 58′ 18″ W                                                              | Dayton   |              |
| 9     | Guernsey-Sturdevant Building                         | Guernsey-Sturdevant Building        | 12. Jan. 1993 ID-Nr. 92001589            | 225 E. Main St. 46° 19′ 12″ N, 117° 58′ 45″ W                                                           | Dayton   |              |
| 10    | Grover J. Israel House                               | Grover J. Israel House              | 13. Aug. 1986 ID-Nr. 86001525            | 305 S. Sixth 46° 19′ 16″ N, 117° 58′ 17″ W                                                              | Dayton   |              |
| 11    | Mancel Kelley House                                  | Mancel Kelley House                 | 13. Aug. 1986 ID-Nr. 86001526            | 1301 S. Fifth 46° 18′ 37″ N, 117° 57′ 41″ W                                                             | Dayton   |              |
| 12    | Mill House                                           | weitere Bilder                      | 13. Aug. 1986 ID-Nr. 86001528            | 504 N. First 46° 19′ 25″ N, 117° 58′ 57″ W                                                              | Dayton   |              |
| 13    | Andrew Nilsson House                                 | Andrew Nilsson House                | 13. Aug. 1986 ID-Nr. 86001530            | 312 E. Patit 46° 19′ 23″ N, 117° 58′ 45″ W                                                              | Dayton   |              |
| 14    | Oregon Railway and Navigation Company Depot – Dayton | weitere Bilder                      | 19. Nov. 1974 2014-05-01 ID-Nr. 74001949 | 222 E. Commercial St. 46° 19′ 15″ N, 117° 58′ 44″ W                                                     | Dayton   |              |
| 15    | Dr. Marcel Pietrzycki House                          | Dr. Marcel Pietrzycki House         | 13. Aug. 1986 ID-Nr. 86001531            | 415 E. Clay 46° 19′ 16″ N, 117° 58′ 31″ W                                                               | Dayton   |              |
| 16    | Snake River Bridge                                   | weitere Bilder                      | 16. Juli 1982 ID-Nr. 82004207            | nördlich vom SR 12 46° 35′ 28″ N, 118° 13′ 28″ W                                                        | Dayton   |              |
| 17    | South Side Historic District                         | South Side Historic District        | 13. Aug. 1986 ID-Nr. 86001515            | zwischen der Clay, Third, Park, und First Sts. 46° 19′ 4″ N, 117° 58′ 33″ W                             | Dayton   |              |
| 18    | J. A. Thronson House                                 | J. A. Thronson House                | 13. Aug. 1986 ID-Nr. 86001532            | 510 S. Fourth 46° 19′ 5″ N, 117° 58′ 19″ W                                                              | Dayton   |              |
| 19    | Washington Street Historic District                  | Washington Street Historic District | 13. Aug. 1986 ID-Nr. 86001514            | entlang der Washington St. und zwischen dem Patit Creek und der Third St. 46° 19′ 19″ N, 117° 58′ 49″ W | Dayton   |              |
| 20    | Jacob Weinhard House                                 | Jacob Weinhard House                | 13. Aug. 1986 ID-Nr. 86001524            | nordwestlich von Dayton 46° 19′ 17″ N, 117° 59′ 47″ W                                                   | Dayton   |              |